# Plumbotellurite
La plumbotellurite è un minerale.